# Леверкузен
Леверкузен (њем. Leverkusen) град је у њемачкој савезној држави Северна Рајна-Вестфалија. Налази се на десној обали Рајне, на месту где се у њу уливају реке Дин и Вупер. Јужно од Леверкузена је град Келн, а сјеверно се налази главни град покрајине, Диселдорф. 
Са 161,000 спада у мање градове у држави. Познат је по фармацеутској фирми "Bayer", и фудбалском клубу "Bayer 04 Leverkusen".
Посједује регионалну шифру (AGS) 5316000, NUTS (DEA24) и  (DE LEV) код.

## Географски и демографски подаци
Град се налази на надморској висини од 60 метара. Површина општине износи 78,8 km².

## Становништво
У самом граду је, према процјени из 2010. године, живјело 160.593 становника. Просјечна густина становништва износи 2.037 становника/km².

## Историја
Прва утврђења на месту данашњег Леверкузена појавила су се у 12. веку. Цела област је 1815. постала део Пруске.
Места Нојкирхен и Хитдорф добила су статус града 1857, а 1858. и место Опладен. То су данас неке од градских четврти.
Апотекар Карл Леверкус је 1862. подигао фабрику ултрамарина на обали Рајне и назвао то мало насеље Леверкузен, по своме породичном имању. Леверкусова фабрика је 1891. продата компанији Бајер АГ.
Године 1930, група насеља је уједињена у град Леверкузен.
Леверкузен је данас првенствено познат по овој фармацеутској индустрији, као и по фудбалском тиму Бајер 04 Леверкузен.
Стадион Бајера, Бај арена, има капацитет од 22.500 места, и важи за један од најлепших у Немачкој.

## Галерија
- Црква у Рајндорфу
- Четврт Висдорф
- Облакодер Бајера

## Међународна сарадња
| Мјесто       | Држава               | Врста сарадње | Од    |
| ------------ | -------------------- | ------------- | ----- |
| Бракнел      | Уједињено Краљевство | партнерство   | 1973. |
| Оулу         | Финска               | партнерство   | 1968. |
| Вилнев д’Аск | Француска            | партнерство   | 2001. |
| Вуси         | Кина                 | пријатељство  | 2005. |
| Љубљана      | Словенија            | партнерство   | 1979. |
| Раћибож      | Пољска               | партнерство   | 2002. |
| Чинандега    | Никарагва            | партнерство   | 1986. |
| Назарет Илит | Израел               | партнерство   | 1980. |
| Извор        |                      |               |       |